# Сухопутні війська Болгарії
Сухопутні війська Болгарії (болг. Сухопътни войски на България) — наземний компонент, найбільший за чисельністю вид збройних сил Збройних сил Болгарії, призначений для ведення активних бойових дій на сухопутних театрах воєнних дій.
Один з трьох видів Збройних сил Болгарії, разом з військово-морськими та повітряними силами.

## Призначення
Сухопутні війська ЗС Болгарії є основним видом збройних сил (близько 60 % їх чисельності), безпосереднє керівництво яким покладено на командувача СВ. У мирний час сухопутні війська перебувають у постійній бойовій і мобілізаційній готовності, займаються планової бойової і оперативної підготовкою, знаходяться в готовності до участі в спільних з іншими країнами-членами НАТО операціях. У кризових ситуаціях сухопутні війська можуть залучатися до виконання завдань щодо боротьби з тероризмом, охороною стратегічних, військових і державних об'єктів. В умовах виникнення збройного конфлікту болгарська армія виконує початкові завдання щодо захисту територіальної цілісності і суверенітету країни, відбиття агресії противника, в подальшому здійснюють спільні дії з підрозділами ЗС країн альянсу відповідно до планів керівництва НАТО.
Військово-політичне керівництво Болгарії розглядає свої сухопутні війська як ключовий стратегічний компонент військової могутності держави, що має у своєму складі формування, готові до розгортання у визначені строки та участі в широкому спектрі операцій в системі колективної оборони Північноатлантичного союзу як на території країни, так і за її межами. З огляду на це командування СВ основні зусилля спрямовує на створення високомобільних і сумісних в оперативному плані з частинами і підрозділами сухопутних військ збройних сил НАТО формувань, здатних успішно діяти в різних географічних районах і метеорологічних умовах.

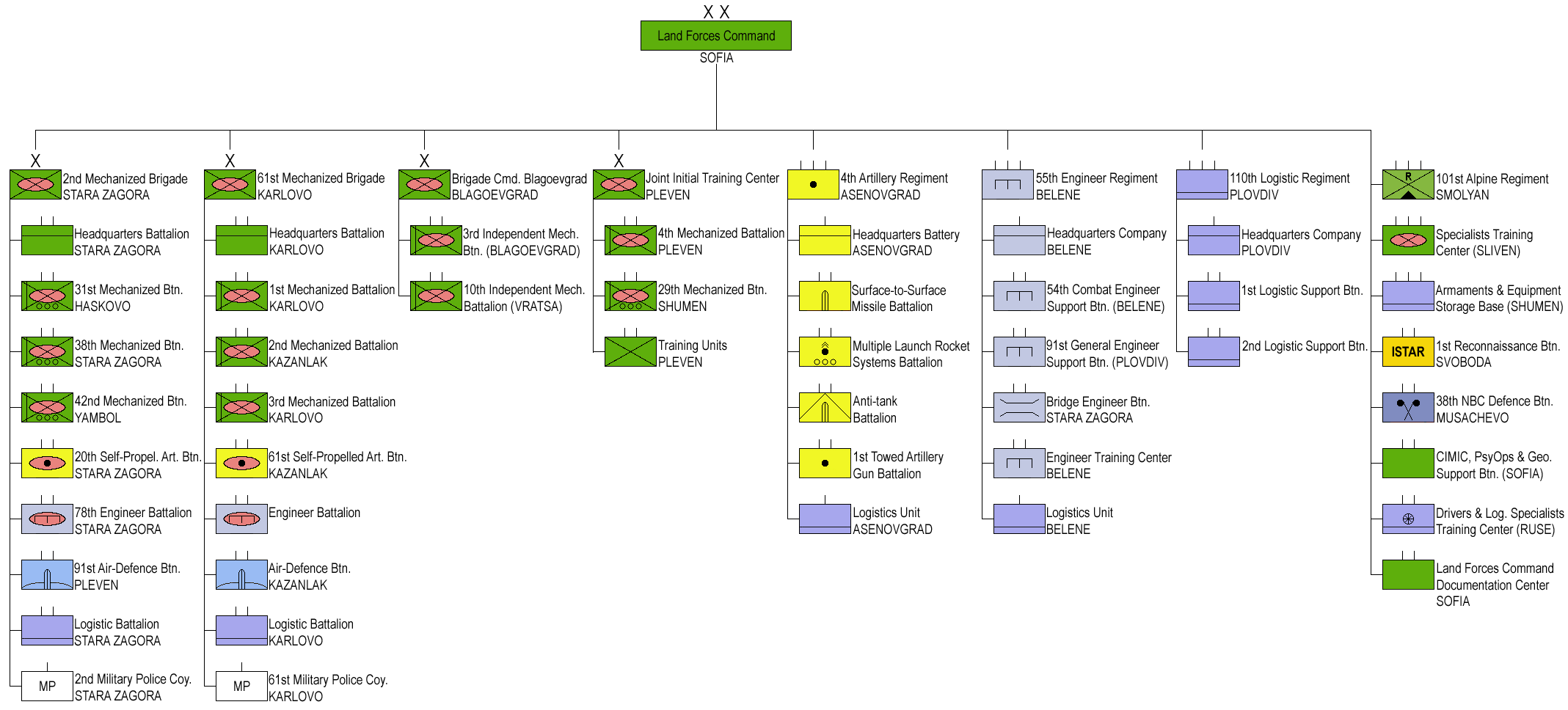
Організаційно-штатна структура СВ Болгарії

## Техніка та озброєння
| Тип               | Фото              | Виробництво/Країна | Призначення       | Варіант           | Кількість         | Примітки |
| Танки             | Танки             | Танки              | Танки             | Танки             | Танки             | Танки |
| БМП               | БМП               | БМП                | БМП               | БМП               | БМП               | БМП |
| Бронетранспортери | Бронетранспортери | Бронетранспортери  | Бронетранспортери | Бронетранспортери | Бронетранспортери | Бронетранспортери |
| ----------------- | ----------------- | ------------------ | ----------------- | ----------------- | ----------------- | --- |
| Stryker           |                   | США                | Бронетранспортер  |                   | 183               | Парламент Болгарії схвалив придбання у США бойових машин Stryker на 1,5 мільярда доларів https://www.reuters.com/business/aerospace-defense/bulgarian-parliament-okays-15-billion-purchase-stryker-fighting-vehicles-us-2023-11-09/ |
| MRAP              |                   |                    |                   |                   |                   | |
| САУ               |                   |                    |                   |                   |                   | |
| РСЗВ              |                   |                    |                   |                   |                   | |
| ЗРК               |                   |                    |                   |                   |                   | |

## Організація
Організаційно сухопутні війська Болгарії включають:
- Командування Сухопутних військ (Софія);
- 2-га механізована бригада (Стара Загора);
- 61-ша механізована бригада (Карлово);
- п'ять окремих полків — спеціальних сил (Пловдив), артилерійський (Асеновград, Ямбол), інженерний (Белене), РР і РЕБ (Свобода), матеріально-технічного забезпечення (Пловдив);
- окремі батальйони — розвідувальний, парашутно-десантний, РХБ захисту, психологічних операцій;
- польові навчальні центри, а також інші частини і підрозділи.

## Озброєння та військова техніка Сухопутних військ Болгарії
На озброєнні з'єднань і частин СВ Болгарії перебуває значна кількість зброї і бойової техніки власної та радянської розробки. Останні роки активно закупляється стрілецька зброя німецького й австрійського виробництва.
Бронетанкова техніка представлена танками Т-55 і Т-72 різних модифікацій (530 одиниць), бойовими броньованими машинами (730), у тому числі бойовими машинами піхоти БМП-1 радянської розробки і БМП-23 власної розробки і збірки, бронетранспортерами БТР-60 і МТ-ЛБ болгарського виробництва.
Артилерійське озброєння включає: 122-мм самохідні гаубиці 2С1 «Гвоздика», 152-мм гармати-гаубиці Д-20, 100-мм протитанкові гармати МТ-12, протитанкові ракетні комплекси: самохідні «Штурм», переносні «Фагот» і «Конкурс». Міномети, що перебувають на оснащенні артилерійських підрозділів — 120-мм самохідний міномет «Тунджа», 120-мм міномет 2С12 «Сані» і 82-мм БМ М-37. Реактивна артилерія озброєна 122-мм РСЗВ БМ-21 «Град».
Формування протиповітряної оборони сухопутних військ оснащені зенітними артилерійськими і зенітними ракетними комплексами (100-мм зенітні гармати КС-19, 23-мм ЗСУ-23-4 «Шилка», самохідні ЗРК 9КЗЗ «Оса-АК» і ЗРК 9К35 «Стріла-10», ПЗРК 9К32 «Стріла-2М»).
В останні роки командування сухопутних військ провело ряд заходів щодо скорочення парку бойової техніки за рахунок списання та утилізації застарілих і які вислужили свій термін зразків. Так, від НАТО СВ Болгарії отримали 900 позашляховиків «Мерседес-Бенц» G-класу, 52 «Хаммера», 25 броньованих позашляховиків «Сенд Кет» і чотири броньовані вантажівки високої прохідності «МаксПро».
За повідомленнями зарубіжної преси, болгарські сухопутні війська планували мати на 2016 рік: 80 танків, близько 300 бойових броньованих машин і до 100 артилерійських систем (калібру 100 мм і більше).

### Військові звання Сухопутних військ Болгарії
|  |  |  |  |  |

|  |  |  |

|  |  |  |

|  |  |  |  |  |

|  |  |